# João Almeida
João Pedro Gonçalves Almeida (ur. 5 sierpnia 1998 w Caldas da Rainha) – portugalski kolarz szosowy.

## Najważniejsze osiągnięcia
Opracowano na podstawie:

2015
- 2. miejsce w mistrzostwach Portugalii juniorów (jazda indywidualna na czas)

2016
- 1. miejsce w mistrzostwach Portugalii juniorów (jazda indywidualna na czas)
- 1. miejsce w mistrzostwach Portugalii juniorów (start wspólny)

2017
- 1. miejsce na 3. etapie Tour of Mersin
- 1. miejsce na 2. etapie Toscana-Terra di Ciclismo
- 1. miejsce na 4. etapie Tour of Ukraine
- 3. miejsce w mistrzostwach Portugalii do lat 23 (start wspólny)

2018
- 1. miejsce w Liège-Bastogne-Liège U23
- 2. miejsce w Giro Ciclistico d’Italia
- 2. miejsce w mistrzostwach Portugalii do lat 23 (jazda indywidualna na czas)
- 2. miejsce w mistrzostwach Portugalii do lat 23 (start wspólny)

2019
- 1. miejsce w mistrzostwach Portugalii do lat 23 (jazda indywidualna na czas)
- 1. miejsce w mistrzostwach Portugalii do lat 23 (start wspólny)
- 1. miejsce w klasyfikacji młodzieżowej Tour of Utah

2020
- 3. miejsce w Vuelta a Burgos
- 2. miejsce w Giro dell’Emilia
- 3. miejsce w Settimana Internazionale di Coppi e Bartali
  - 1. miejsce na etapie 1b (jazda drużynowa na czas)
- 4. miejsce w Giro d’Italia

2021
- 3. miejsce w UAE Tour
- 1. miejsce w klasyfikacji młodzieżowej Volta Ciclista a Catalunya
- 6. miejsce w Giro d’Italia
- 1. miejsce w mistrzostwach Portugalii (jazda indywidualna na czas)
- 1. miejsce w Tour de Pologne
  - 1. miejsce w klasyfikacji sprinterskiej
  - 1. miejsce na 2. i 4. etapie
- 1. miejsce w Tour de Luxembourg
  - 1. miejsce w klasyfikacji punktowej
  - 1. miejsce w klasyfikacji młodzieżowej
  - 1. miejsce na 1. etapie
- 2. miejsce w Giro dell’Emilia
- 3. miejsce w wyścigu Mediolan-Turyn

2022
- 1. miejsce w klasyfikacji młodzieżowej wyścigu Paryż-Nicea
- 3. miejsce w Volta Ciclista a Catalunya
  - 1. miejsce na 4. etapie
- 3. miejsce w mistrzostwach Portugalii (jazda indywidualna na czas)
- 1. miejsce w mistrzostwach Portugalii (start wspólny)
- 2. miejsce w Vuelta a Burgos
  - 1. miejsce na 5. etapie

2023
- 2. miejsce w Tirreno-Adriático
  - 1. miejsce w klasyfikacji młodzieżowej
- 3. miejsce w Volta Ciclista a Catalunya
- 3. miejsce w Giro d’Italia
  - 1. miejsce w klasyfikacji młodzieżowej
  - 1. miejsce na 16. etapie
- 1. miejsce w mistrzostwach Portugalii (jazda indywidualna na czas)
- 2. miejsce w Tour de Pologne

2024
- 2. miejsce w Tour de Suisse
  - 1. miejsce na 6. i 8. etapie
- 4. miejsce w Tour de France

2025
- 2. miejsce w Volta a la Comunitat Valenciana
- 2. miejsce w Volta ao Algarve
- 1. miejsce na 4. etapie wyścigu Paryż-Nicea
- 1. miejsce w Vuelta al País Vasco
  - 1. miejsce w klasyfikacji punktowej
  - 1. miejsce na 4. i 6. etapie
- 1. miejsce w Tour de Romandie
- 1. miejsce w Tour de Suisse
  - 1. miejsce w klasyfikacji punktowej
  - 1. miejsce na 4., 7. i 8. etapie

## Starty w Wielkich Tourach
| Grand Tour | 2020 | 2021 | 2022 | 2023 | 2024 | 2025 |
| ---------- | ---- | ---- | ---- | ---- | ---- | ---- |
| Giro       | 4.   | 6.   | DNF  | 3.   | -    | -    |
| Tour       | -    | -    | -    | -    | 4.   | ?    |
| Vuelta     | -    | -    | 5.   | 9.   | DNF  |      |

## Rankingi
| Rok             | 2017 | 2018 | 2019 | 2020 | 2021 | 2022 | 2023 | 2024 |
| --------------- | ---- | ---- | ---- | ---- | ---- | ---- | ---- | ---- |
| World Ranking   | 957. | 544. | 453. | 13.  | 9.   | 40.  | 10.  | 25.  |
| UCI Europe Tour | 602. | 310. | 354. | 11.  | 8.   | 33.  | 10.  | 18.  |
|                 |      |      |      |      |      |      |      |      |
| Źródło: UCI     |      |      |      |      |      |      |      |      |